# Idol × Warrior Miracle Tunes!
Idol × Warrior Miracle Tunes! (アイドル×戦士 ミラクルちゅーんず!, Aidoru Senshi Mirakuru Chūnzu!?) es una serie de televisión japonesa que se emitió del 2 de abril de 2017 al 25 de marzo de 2018 en TV Tokyo. Es la primera entrega de la serie Girls × Heroine, creada por Takara Tomy y OLM. Con la colaboración de Shogakukan y EXPG Studio, está dirigida a un público femenino de entre 2 y 6 años. El director general de la serie es Takashi Miike, con el apoyo de un equipo de guionistas y directores noveles. La serie está protagonizada por Asaka Uchida, Suzuka Adachi, Yuzuha Oda, Rina Usukura y Mio Nishiyama. La trama se centra en el grupo femenino Miracle² (pronunciado "miracle miracle"), chicas de primaria y secundaria que se transforman en Ídolas Guerreras para recuperar las Joyas del Sonido, artefactos del Reino de la Música, e impedir que el Rey Demonio domine el mundo.
Las audiciones se realizaron en diciembre de 2015 y el elenco se anunció en el Festival de Verano Ciao en agosto de 2016. El rodaje se realizó entre septiembre de 2016 y julio de 2017, combinando elementos de danza, canto y teatro, con la asistencia de profesores de danza y canto de EXPG Studios, y priorizando la ternura y la feminidad natural. Además, la serie utiliza efectos especiales Tokusatsu para las escenas de transformación y batalla, que se añadieron después de la fotografía principal. La serie también dio inicio a una breve carrera musical para el elenco principal, con Miracle² realizando actividades musicales en vivo para promocionarla.
A pesar de sus bajos índices de audiencia, la serie fue un éxito para su público principal y se la consideró el inicio de un "nuevo género" dirigido a niñas de primaria, especialmente gracias a las actividades musicales de Miracle² y su línea de juguetes. La serie logró un amplio atractivo demográfico entre las niñas, gracias a su enfoque en la imagen real, centrada en intereses femeninos, y a sus padres, quienes disfrutaban del baile y la música. Se lanzaron dos adaptaciones de manga y un videojuego. Además de varios doblajes en Tailandia, Corea del Sur y China, la serie también tuvo una nueva versión italiana en 2018.

## Historia
El Reino de la Música, un mundo armonioso y separado que custodia la música, contiene gemas con forma de nota musical llamadas Joyas del Sonido. Estas Joyas, en conjunto, producen la "Canción de las Bendiciones", una poderosa melodía que purifica y apacigua los corazones. Sin embargo, el Rey Demonio las roba, las corrompe y las convierte en Joyas Negativas, cubriendo el Reino de la Música de oscuridad. A través de los Dokudoku-dan, los secuaces del Rey Demonio, las Joyas Negativas se utilizan para convertir a los humanos en Joyeros Negativos. El Aura Negativa que difunden los Joyeros Negativos permite al Rey Demonio componer su "Canción de la Oscuridad" para conquistar el mundo humano. Para recuperar las Joyas del Sonido, la diosa del Reino de la Música envía a las Hadas Ritmo (妖精リズムズ, Yōsei Rizumuzu) Poppun, Rocky y Clanosuke al mundo humano en busca de ayuda.
En el mundo humano, Kanon Ichinose y Fuka Tachibana audicionan para convertirse en parte de un nuevo grupo de ídolos llamado Miracle² con Mai Kanzaki, que también se llevó a cabo parcialmente para reclutar Ídolas Guerreras para ayudar a Mai a recuperar las Joyas del Sonido. Más tarde se unen a Miracle² las hermanas Akari y Hikari Shiratori del grupo de chicas estadounidense KariKari. Tras convertirse en Miracle Tunes, las chicas luchan por purificar las Joyas Negativas y devolverlas a su forma original para detener al Rey Demonio. Mientras la magia consume la Energía de la Armonía, Miracle² debe recolectarla actuando como ídolos en su vida diaria.

## Personajes

### Miracle Tunes
Los personajes principales pertenecen a un grupo de idols femenino llamado Miracle² (pronunciado "miracle miracle") que tiene contrato con un sello discográfico ficticio llamado Raspberry Music. Se transforman en Miracle Tunes usando sus Miracle Pods y Idol Jewels, un tipo de Joya de Sonido que les otorga un Ritmo. A cada niña se le da un Bastón Milagroso y el uso de joyas especiales les permitirá cambiar de género musical con el uso de sus cápsulas milagrosas para derrotar a sus enemigos. Originalmente estaban formadas por Kanon Ichinose, Mai Kanzaki y Fuka Tachibana, a ellas luego se les unen Akari y Hikari Shiratori, quienes se transforman con los Miracle Braces y luchan con las Miracle Tambourines. A mitad de la serie, cada personaje recupera una Joya de Cristal, que pueden usar para transformarse en el Modo Final. Durante este tiempo, el Bastón Milagroso de Kanon se transforma en el Bastón de Tono Final.
Kanon Ichinose (一ノ瀬 カノン, Ichinose Kanon?)
Interpretada por: Asaka Uchida
Kanon es una estudiante de sexto grado. Es una chica brillante y alegre, aunque a veces un poco despistada.
Fuka Tachibana (橘フウカ, Tachibana Fūka?)
(Interpretada por: Yuzuha Oda)
Fuka es una estudiante de primer año de secundaria. Es una prodigio de la danza que se toma muy en serio sus presentaciones, lo que a veces la lleva a discrepar de Kanon. Sus padres son médicos y viajan a lugares peligrosos del mundo, mientras que ella vive con sus abuelos.
Mai Kanzaki (神咲マイ, Kanzaki Mai?)
Interpretada por: Suzuka Adachi
Mai es una estudiante de segundo de secundaria. Es la líder de Miracle² y una de las mejores idols. Su padre es Seitaro Kanzaki, director de orquesta y trabaja en el extranjero, mientras que su madre fue pianista antes de fallecer.
Akari Shiratori (白鳥アカリ, Shiratori Akari?)
Interpretada por: Rina Usukura
Akari es una estudiante de primer año de secundaria. Nacida en el pueblo de Amerimura, Akari y su hermana Hikari vivieron en Estados Unidos, donde debutaron como KariKari antes de regresar a Japón y unirse a Miracle². Akari es testaruda y no está dispuesta a perder sin luchar, pero siente pasión por sus amigos.
Hikari Shiratori (白鳥ヒカリ, Shiratori Hikari?)
Interpretada por: Mio Nishiyama
Hikari es una estudiante de primer año de secundaria y hermana de Akari. Ambas debutaron como el dúo pop estadounidense KariKari antes de unirse a Miracle². Hikari es perfeccionista y cuida mucho su apariencia, excepto cuando se relaja en casa.

### Raspberry Music
Mayumi Yuzuhara (柚原真弓, Yuzuhara Mayumi?)
Interpretada por: Mayumi Ono
Yuzuhara es la mánager de Miracle² y conoce la verdadera identidad de las Miracle Tunes. Más tarde se revela que es una ex-idol y ex-Ídola Guerrera.
Kojiro (コジロー, Kojirō?)
Interpretado por: Sasuke Otsuru
Kojiro es el maquillador y estilista de Miracle², y además es abiertamente gay. Es amigo de Yuzuhara de la preparatoria, donde era un delincuente.
Yukie Suzuhara (鈴原雪江, Suzuhara Yukie?)
Interpretada por: Akiko Hinagata
Yukie es la supervisora del dormitorio de Miracle².
Kazunari Sawanobori (澤登和也, Sawanobori Kazunari?)
Interpretado por: Takumi
Sawanobori es el productor de Miracle².

### Reino de la Música
Diosa de la Música (音楽の女神, Ongaku no Megami?)
Interpretada por: Mai Hikimi
La Diosa de la Música es la reina del Reino de la Música y se comunica con Miracle² a través de un espejo en el cuarto de maquillaje del estudio. Más tarde se revela que es la madre de Mai.
Poppun (ポップン?)
 Seiyū: Mari Hino
Poppun es el Hada Ritmo de la música pop y compañera de Kanon. Se esfuerza al máximo en todo y le encanta comer y dormir.
Rocky (ロッキー, Rokkī?)
 Seiyū: Makiko Hiraguchi
Rocky es el Hada Ritmo del rock y compañero de Mai. Rocky tiene una personalidad tranquila y descarada, pero se asusta con facilidad.
Clanosuke (くらのすけ, Kuranosuke?)
 Seiyū: Yuko Mori
Clanosuke es el Hada Ritmo de la música clásica y compañero de Fuka. Clanosuke es un hada diligente y un llorón.
Alm (アルム, Arumu?)
 Seiyū: Reika Yoshimoto
Alm es una Hada Ritmo, una de las sirvientas de la Diosa y hermana mayor de Sopra, quien posteriormente se convirtió en la compañera de Akari. Alm es muy segura de sí misma y tiene una personalidad de "reina".
Sopra (ソプラ Sopura?)
 Seiyū: Chitose Morinaga
Sopra es una Hada del Ritmo, una de las sirvientas de la Diosa y hermana menor de Alm, quien posteriormente se convirtió en la compañera de Hikari. Sopra es gentil y le encanta limpiar.